# John Berger (Schriftsteller)

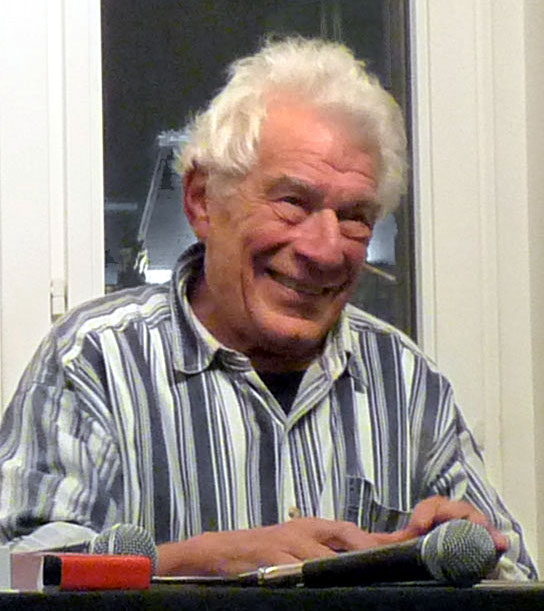
John Berger (2009)

John Berger (* 5. November 1926 in Stoke Newington, County of London; † 2. Januar 2017 in Antony, Département Hauts-de-Seine) war ein britischer Schriftsteller, Maler und Kunstkritiker und Booker-Prize-Träger.

## Leben
Berger wurde als ältester Sohn des Juristen Stanley Berger und seiner Frau Miriam Berger geboren. Er hatte einen Bruder. Seine Vorfahren waren zum Teil jüdischer Abstammung und kamen aus Italien, Galizien und Böhmen.
Von 1944 bis 1946 war Berger in der Britischen Armee.
Nach einem Kunststudium an der Chelsea School of Art und der Central School of Art in London begann Berger eine Karriere als Maler. In den späten 1940er Jahren bis in die 1950er Jahre gab Berger privaten Mal- und Zeichenunterricht und arbeitete als Kunstdozent am St Mary’s teacher training college, einem Ausbildungsseminar für Lehrer südwestlich von London, da ihm der kommerzielle Erfolg als Maler verwehrt blieb. Zugleich stellte er seine eigenen Arbeiten in verschiedenen englischen Galerien aus.
Ab Anfang der 1950er Jahre fand Berger über den Rundfunk den Weg zur Kunstkritik. Neben Kunstkritiken verfasste er Künstlerbiographien und Essays über Kunst. Ebenso engagierte er sich in der Friedensbewegung Artists For Peace. Vor allem mit seinen Artikeln für den New Statesman wurde er in kurzer Zeit zu einem der führenden marxistischen Kunst- und Literaturkritiker in Großbritannien, ohne sich jedoch der Communist Party of Great Britain anzuschließen.
Unter dem theoretischen Einfluss von Frederick Antal, einem der Freunde von Georg Lukács und Antonio Gramsci, machte er sich in seinem erstmals 1960 veröffentlichten Werk Permanent Red: Essays in Seeing für den Sozialistischen Realismus stark. Er löste sich jedoch schnell von dessen orthodoxen Elementen, entwickelte ein stärker sozialhistorisch ausgerichtetes Kultur- und Kunstverständnis und grenzte sich schließlich deutlich von der sozialistischen Kulturpolitik ab.
1958 erschien als erster literarischer Text sein autobiografischer Roman A Painter of Our Time; 1962 folgten als Querschnitte der englischen Nachkriegsgesellschaft die sozialkritischen Romane The Foot of Clive und 1964 Corker‘s Freedom.
Bereits Ende der 1950er Jahre verließ Berger unter dem Einfluss des Kalten Krieges England und bereiste anschließend Europa. Nachdem er sich in den 1970er Jahren in einem französischen Alpendorf niedergelassen hatte, weckte das Erleben der ländlichen Kultur sein Interesse an bäuerlichen Lebensformen als Gegenpol und Alternative zur urbanen Massengesellschaft. Seine literarische Ausgestaltung fand dies in Bergers Trilogie Into Their Labours (1979–90).
Parallel arbeitete John Berger in den 1970er Jahren mit dem Regisseur Alain Tanner zusammen und schrieb die Drehbücher für mehrere Filme, darunter Jonah Who Will Be 25 in the Year 2000 (1976).
Mit seinem Entwicklungsroman G., an dem er fünf Jahre gearbeitet hatte, gewann er 1972 überraschend den Booker Prize. Als Berger die Hälfte des Preisgeldes an die Black Panther Party spendete, entstand ein Skandal.
Neben seinem literarischen Werk verfasste Berger eine Reihe von kunsthistorischen und politischen Texten oder Kritiken, die u. a. in Le Monde diplomatique veröffentlicht wurden.
In den 1980er bis 1990er Jahren erprobte Berger u. a. in enger Zusammenarbeit mit der ukrainisch-französischen Schriftstellerin und Schauspielerin Nella Bielski vor allem experimentelle dramatischen Gestaltungsformen. In seinen letzten Lebensjahren widmete er sich zunehmend den philosophischen Fragestellungen des modernen Menschen, wobei er in wachsendem Maße mystisch-spekulative Momente aufnahm.
In seinem vielfältigen literarischen Schaffen befasste sich Berger mit einem weiten Spektrum von Themen wie Sexualität, alternative Lebensformen und Emigration. In seinen kunsttheoretischen Abhandlungen finden sich Reflexionen zur Fotografie sowie zum Verhältnis von Sehen und Erzählen. Ebenso verfasste er zahlreiche sozial- und kulturkritische Beiträge zur Urbanität, zum Arbeitsalltag sowie zur Konsumgesellschaft. Gemeinsam mit dem Fotografen Jean Mohr untersuchte Berger verstärkt visuelle Ausdrucksformen. Auf dem Hintergrund dieser Arbeit entstanden sozialkritische Bild-Text-Studien über einen englischen Landarzt (A Fortunate Man, 1967) sowie über Gastarbeiterschicksale in Europa (A  Seventh Man, 1975) und der experimentelle Erzählbildband Another Way of Telling (1982).
Obwohl Berger als einer der bedeutsamen Grenzgänger der europäischen Gegenwartsliteratur und Kultur gilt, ist sein Werk in Europa wie auch in den USA durchaus unterschiedlich aufgenommen worden.
Im Dezember 2006 trat Berger mit einem Boykott-Aufruf (für den Bereich von Kultur und Wissenschaft) gegen die Besatzungspolitik Israels an die internationale Öffentlichkeit. Den Boykott wollte er „taktisch“ verstanden wissen; das heißt, für sich lehnte er es ab, von einem großen Mainstream-Verlag in Israel publiziert zu werden. Er habe damit den Staat Israel treffen, aber nicht den Kontakt zu den einzelnen Menschen in Israel unterbinden wollen.
Berger war drei Mal verheiratet. Seine erste Ehefrau war die Künstlerin Pat Marriott. Aus seiner zweiten Ehe mit der Russin Anya Bostock (geboren als Anna Sisserman) gingen zwei Kinder hervor: Katya Berger (geb. 1962) und Jacob Berger (geb. 1963), ein Schweizer Regisseur. In dritter Ehe war Berger mit der US-Amerikanerin Beverly Bancroft verheiratet, die 2013 starb. Die beiden haben einen gemeinsamen Sohn namens Yves (geb. 1976). Er ist Maler. Im Jahr 2010 war in der Neuen Galerie Landshut eine gemeinsame Ausstellung von Vater und Sohn zu sehen.
Berger hatte bereits in den 1960er Jahren für Recherchen zeitweilig in der West-Schweiz gelebt. 1973/1974 verließ Berger England endgültig und zog in das Bergdorf Quincy im Département Haute-Savoie in Frankreich, wo er mehrere Jahrzehnte mit seiner Familie lebte. Seine letzten Lebensjahre verbrachte Berger in dem Pariser Vorort Antony (Département Hauts-de-Seine).

## Preise (Auswahl)
- 1972: Booker Prize
- 1991: Petrarca-Preis[11]
- 2005: Scott Moncrieff Prize, zusammen mit Lisa Appignanesi
- 2009: Golden PEN Award

## Werke (auf Deutsch)

### Romane
- Sau-Erde. Geschichten vom Lande. Hanser, München 1982.
- Spiel mir ein Lied. Geschichten von der Liebe. Hanser, München 1988.
- G. Reclam, Leipzig 1990 (= Reclam-Bibliothek 1354).
- Die Spiele. Reclam, Leipzig 1991 (= Reclam-Bibliothek 1408).
- Flieder und Flagge. Hanser, München 1991.
  - Von ihrer Hände Arbeit. Eine Trilogie. Hanser, München 2016, ISBN 978-3-446-25265-3 (enthält: SauErde / Spiel mir ein Lied / Flieder und Flagge).
- Auf dem Weg zur Hochzeit. Hanser, München 1996.
- King. Hanser, München 1999.
- A und X. Eine Liebesgeschichte in Briefen. Hanser, München 2010, ISBN 978-3-446-23395-9.

### Erzählungen
- Mann und Frau, unter einem Pflaumenbaum stehend. Hanser, München 1995.
- Einst in Europa. Hanser, München 2000.
- Hier, wo wir uns begegnen. Hanser, München 2006, ISBN 978-3-446-20655-7.
- Bentos Skizzenbuch. Hanser, München 2013, ISBN 978-3-446-23971-5.

### Lyrik
- Wegzeichnung. Gedichte. Hanser, München 2001.

### Kunsthistorische Schriften
- Renato Guttuso. Verlag der Kunst, Dresden 1957.
- Fernand Léger. Verlag der Kunst, Dresden 1967.
- Glanz und Elend des Malers Pablo Picasso. Rowohlt, Reinbek 1973.
- Sehen. Das Bild der Welt in der Bilderwelt. Deutsch von Axel Schenck. Rowohlt, Reinbek 1974; Neuausgabe: Fischer Taschenbuch, Frankfurt am Main 2016, ISBN 978-3-596-03677-6.
- Das Leben der Bilder oder die Kunst des Sehens. Wagenbach, Berlin 1981.
- Velázquez Äsop. Erzählungen zur spanischen Malerei. Fischer Taschenbuch, Frankfurt am Main 1991.
- Das Kunstwerk. Wagenbach, Berlin 1992.

### Essays
- mit Jean Mohr: Arbeitsemigranten. Erfahrungen, Bilder, Analysen. Rowohlt, Reinbek 1976.
  - Neuausgabe als: Der siebte Mensch. Eine Geschichte über Migration und Arbeit in Europa. Fischer Taschenbuch, Frankfurt am Main 2016, ISBN 978-3-596-29625-5.
- mit Jean Mohr: Eine andere Art zu erzählen. Hanser, München 1984.
- Und unsere Gesichter, mein Herz, vergänglich wie Fotos. Hanser, München 1986.
- Das Sichtbare und das Verborgene. Hanser, München 1990.
- Gute Nachrichten, schlechte Nachrichten. Fünf Essays 1989–1992. Reclam, Leipzig 1992 (= Reclam-Bibliothek 1455).
- Begegnungen und Abschiede. Über Bilder und Menschen. Hanser, München 1993.
- Schritte zu einer kleinen Theorie der Sichtbarkeit. Edition Tertium, Ostfildern 1996.
- Eher ein Begehren als ein Geräusch. Zeichnungen und Texte. Edition Tertium, Ostfildern 1997.
- mit Jean Mohr: Geschichte eines Landarztes. Hanser, München 1998.
- Gegen die Abwertung der Welt. Hanser, München 2003.
- Mit Hoffnung zwischen den Zähnen. Berichte von Überleben und Widerstand. Wagenbach, Berlin 2008, ISBN 978-3-8031-3626-8.
- Der Augenblick der Fotografie. Essays. Vorwort von Geoff Dyer. Hanser, München 2016, ISBN 978-3-446-25283-7.
- Ein Geschenk für Rosa. Essays. Hanser, München 2018, ISBN 978-3-446-25829-7.
- Woandershin. Farben – Kunst – Portraits. Wallstein, Göttingen 2019, ISBN 978-3-8353-3437-3.

### Theaterstücke
- Francisco Goya – das letzte Porträt. Edition Tertium, Ostfildern 1995.
- Die drei Leben der Lucie Cabrol.

### Drehbücher
- Der Salamander. 1971. Regie: Alain Tanner
- Die Mitte der Welt. 1974. Regie: Alain Tanner
- Jonas, der im Jahr 2000 25 Jahre alt sein wird. 1976. Regie: Alain Tanner

## Dokumentarfilm
Auf der 66. Berlinale (Februar 2016) hatte der vierteilige dokumentarische Essayfilm The Seasons in Quincy: Four Portraits of John Berger in der Sektion Berlinale Special seine Weltpremiere. Der kollaborativ produzierte Film von Tilda Swinton, Colin MacCabe, Christopher Roth, Bartek Dziadosz und dem Derek Jarman Lab setzt sich mit einzelnen Aspekten aus Bergers Werk und seinem Leben im alpinen Bergdorf Quincy (Département Haute-Savoie) auseinander.

## Einzelbelege
1. ↑  Javier Rodríguez Marcos: Muere John Berger, escritor, pintor y crítico de arte británico. ElPais.com, 2. Januar 2017, abgerufen am 3. Januar 2017 (spanisch).
2. ↑  "Berger, John" in Munzinger Online/Personen - Internationales Biographisches Archiv, URL: http://www.munzinger.de/document/00000020041 (abgerufen von Verbund öffentlicher Bibliotheken Berlin am 14. Januar 2017)
3. ↑  Vgl. die biografischen Angaben in dem Nachruf von Michael McNay: John Berger obituary. In: The Guardian, 2. Januar 2017. Abgerufen am 12. Oktober 2019.
4. ↑  Vgl. Stefan Welz: John Berger. In: Metzler Lexikon Englischsprachiger Autorinnen und Autoren. 631 Porträts – Von den Anfängen bis zur Gegenwart. Hrsg. von Eberhard Kreutzer und Ansgar Nünning, Metzler, Stuttgart/Weimar 2002, ISBN 3-476-01746-X, (Sonderausgabe Stuttgart/Weimar 2006, ISBN 978-3-476-02125-0), S. 45–47.
5. ↑  Siehe Michael McNay: Berger turns tables on Booker. In: The Guardian, 24. November 1972. Abgerufen am 14. Oktober 2019. Vgl. auch die Angaben in dem Nachrichtenbeitrag der British Broadcasting Corporation vom 2. Januar 2017: John Berger, art critic and author of Ways of Seeing, dies. Abgerufen am 14. Oktober 2019.
6. ↑  Siehe Stefan Welz: John Berger. In: Metzler Lexikon Englischsprachiger Autorinnen und Autoren. 631 Porträts – Von den Anfängen bis zur Gegenwart. Hrsg. von Eberhard Kreutzer und Ansgar Nünning, Metzler, Stuttgart/Weimar 2002, ISBN 3-476-01746-X.(Sonderausgabe Stuttgart/Weimar 2006, ISBN 978-3-476-02125-0), S. 45ff. Vgl. zur Zusammenarbeit von Berger und Bielski sowie zur kritischen Würdigung des Lebenswerkes von Berger ebenso den Nachruf von Kate Kellaway: John Berger 1926-2017: an appreciation. In: The Observer, 8. Januar 2017. Abgerufen am 14. Oktober 2019. Siehe dazu gleichermaßen Sean O’Hagan: A radical returns. In: The Observer, 3. April 2005. Abgerufen am 14. Oktober 2019.
7. ↑  Siehe John Berger rallies artists for cultural boycott of Israel. In: The Guardian, 15. Dezember 2006. Abgerufen am 12. Oktober 2019.
8. ↑  Vgl. die biografischen Angaben in dem Nachruf von Michael McNay: John Berger obituary. In: The Guardian, 2. Januar 2017. Abgerufen am 12. Oktober 2019. Siehe auch Yves Berger auf ivorypress.com. Abgerufen am 12. Oktober 2019.
9. ↑  Vgl. die Ankündigung der Ausstellung auf der Website der Neuen Galerie Landshut John Berger | Yves Berger – Große Rathausgalerie. Abgerufen am 12. Oktober 2019.
10. ↑  Vgl. die biografischen Angaben in dem Nachruf von Michael McNay: John Berger obituary. In: The Guardian, 2. Januar 2017. Abgerufen am 12. Oktober 2019.
11. ↑  John Berger: Wir-Erzähler und Ich-Erzähler, Zeit online, 15. November 1991, abgerufen am 13. Oktober 2019
12. ↑  Roman Tschiedl: The Seasons in Quincy, Radio OE1 Leporello, 15. Februar 2016.
13. ↑  The Seasons in Quincy: Four Portraits of John Berger. (Memento vom 15. Februar 2016 im Internet Archive) 66. Internationale Filmfestspiele Berlin (PDF)
14. ↑  Filmwebsite

| Personendaten    | Personendaten                                      |
| ---------------- | -------------------------------------------------- |
| NAME             | Berger, John                                       |
| KURZBESCHREIBUNG | britischer Maler, Schriftsteller und Kunstkritiker |
| GEBURTSDATUM     | 5. November 1926                                   |
| GEBURTSORT       | London Borough of Hackney                          |
| STERBEDATUM      | 2. Januar 2017                                     |
| STERBEORT        | Antony, Département Hauts-de-Seine                 |